# Emathis portoricensis
Emathis portoricensis là một loài nhện trong họ Salticidae.
Loài này thuộc chi Emathis. Emathis portoricensis được Alexander Petrunkevitch miêu tả năm 1930.